# Narodowa Partia Faszystowska

Flaga PNF

Narodowa Partia Faszystowska (wł. Partito Nazionale Fascista, PNF) – utworzona w listopadzie 1921 roku przez Benito Mussoliniego włoska skrajnie prawicowa partia faszystowska. Partia zaprzestała działalności wraz ze śmiercią Mussoliniego i upadkiem Włoskiej Republiki Socjalnej. Sama określała się jako prawicowa.

## Historia
Założona w Rzymie 9 listopada 1921, była efektem transformacji, jaką przeszły paramilitarne formacje Fasci Italiani di Combattimento, w kierunku struktur bardziej koherentnych (Fasci zostało założone przez Mussoliniego w Mediolanie, na Piazza San Sepolcro 23 marca 1919 roku). PNF była instrumentem popularyzacji ideologii Mussoliniego. Była też głównym uczestnikiem zamachu stanu z 28 października 1922 roku, znanego jako Marsz na Rzym, który zakończył się porozumieniem pomiędzy królem Wiktorem Emanuelem III a Mussolinim (który został premierem). Po drastycznej modyfikacji prawa wyborczego (tzw. prawo Acerbo), PNF zwyciężyła w bardzo kontrowersyjnych wyborach z kwietnia 1924 roku. Ustawa przegłosowana w 1928 r. sprawiła natomiast, iż PNF stała się jedyną legalnie działającą partią polityczną we Włoszech. Sytuacja taka miała miejsce do 1943 roku. W latach 1920–1930 partia prowadziła tzw. włoskie batalie gospodarcze.
Partia ta została rozwiązana po aresztowaniu Mussoliniego po wewnętrznym przewrocie w łonie Wielkiej Rady Faszystowskiej (pod przywództwem Dino Grandiego), który miał miejsce 24 lipca 1943 roku. Działalność PNF została oficjalnie zakazana przez rząd Pietro Badoglio 27 lipca tegoż roku. Po uwolnieniu przez nazistów Mussoliniego we wrześniu 1943 r., partia została ponownie utworzona, tym razem pod nazwą Republikańska Partia Faszystowska (Partito Fascista Repubblicano – PFR, powstała 13 września). Była to jedyna legalnie działająca partia w marionetkowej Włoskiej Republice Socjalnej. Jej sekretarzem był Alessandro Pavolini.
PFR nie przetrwała egzekucji Mussoliniego i zlikwidowania Włoskiej Republiki Socjalnej w kwietniu 1945 r. Obecnie jest jedyną partią polityczną, której działalność jest oficjalnie zabroniona w konstytucji Włoch.

## Sekretarze PNF
- Michele Bianchi (listopad 1921 – styczeń 1923)
- brak jednego przywódcy (styczeń 1923 – październik 1923)

„triumwirat”: Michele Bianchi, Nicola Sansanelli, Giuseppe Bastianini
- Francesco Giunta (15 października 1923 – 22 kwietnia 1924)
- brak jednego przywódcy (23 kwietnia 1924 – 15 lutego 1925)

„Quattuorvirate”: Roberto Forges Davanzati, Cesare Rossi, Giovanni Marinelli, Alessandro Melchiorri
- Roberto Farinacci (15 lutego 1925 – 30 marca 1926)
- Augusto Turati (30 marca 1926 – 7 października 1930)
- Giovanni Giuriati (październik 1930 – grudzień 1931)
- Achille Starace (grudzień 1931 – 31 października 1939)
- Ettore Muti (31 października 1939 – 30 października 1940)
- Adelchi Serena (30 października 1940 – 26 grudnia 1941)
- Aldo Vidussoni (26 grudnia 1941 – 19 kwietnia 1943)
- Carlo Scorza (19 kwietnia 1943 – 25 lipca 1943)